# Manny Machado
Manuel Arturo Machado, detto Manny (Hialeah, 6 luglio 1992), è un giocatore di baseball statunitense, di ruolo terza base e interbase.

## Carriera

### Baltimore Orioles
Cresciuto a Miami, Florida, Machado frequentò la Brito High School. Fu scelto dai Baltimore Orioles come terzo assoluto nel draft MLB 2010. Debuttò nella Major League nel 2012 e l’anno successivo fu convocato per il suo primo All-Star Game per rappresentare l’American League (AL) mentre stava guidando la lega con 51 doppi. Quell’anno fu riconosciuto anche come uno dei migliori difensori della lega, venendo premiato con il Guanto d'oro e come migliore difensore in assoluto con il Platinum Glove dell’AL. Due anni dopo vinse il suo secondo Guanto d’oro. Le sue prestazioni in difesa hanno portato a frequenti paragoni il terza base membro della Hall of Fame Brooks Robinson, guadagnandosi il soprannome di "El Ministro de la Defensa" durante il World Baseball Classic 2017.

### Los Angeles Dodgers
Il 18 luglio 2018, dopo la pausa per l'All-Star Game, Machado fu scambiato con i Los Angeles Dodgers per cinque giocatori: Yusniel Diaz, Dean Kremer, Rylan Bannon, Breyvic Valera e Zach Pop, tutti prospetti militanti perlopiù nelle leghe minori.

### San Diego Padres
Il 21 febbraio 2019, Machado ha firmato un contratto decennale del valore di 300 milioni con i San Diego Padres. Il contratto più esteso mai concluso da un free agent nella storia dello sport, superando l'accordo di 10 anni e 275 milioni concluso nel dicembre 2007 da Alex Rodriguez e gli Yankees. Pochi giorni dopo, Il 2 marzo 2019, il record di free agent con il contratto più esteso è stato battuto da Bryce Harper.

## Palmarès
- MLB All-Star: 5

2013, 2015, 2016, 2018, 2021
- Guanti d'oro: 2

2013, 2015
- Silver Slugger Award: 1

2020
- Giocatore del mese: 2

AL: aprile 2016, agosto 2017
- Giocatore della settimana: 6

AL: 12 agosto 2012, 14 giugno 2015, 20 agosto 2017, 22 aprile 2018
NL: 23 agosto e 30 agosto 2020